# Nacionalidad peruana
La nacionalidad peruana es el vínculo jurídico que liga a una persona física con el Estado peruano y que le atribuye la condición de ciudadano. Es tanto un derecho fundamental como el estatuto jurídico de las personas. Por esta relación, el individuo disfruta de unos derechos que puede exigir al Estado y este puede imponerle el cumplimiento de una serie de obligaciones y deberes.
Perú es un estado miembro de la Comunidad Andina y la Alianza del Pacífico, y es además, un estado asociado del Mercosur; por lo tanto, todas las personas que sean titulares de un pasaporte peruano o un DNI peruano tienen derecho a circular, trabajar y vivir libremente sin necesidad de un visado en cualquier país de América del Sur, exceptuando a Venezuela, Surinam, y Guyana.

## Derecho a la nacionalidad
Según la Constitución Política del Perú y la ley de Nacionalidad, son peruanos por nacimiento:
a) Las personas nacidos en el territorio de la República (ius soli).
b) Las personas nacidas en el extranjero, hijos de padre o madre peruanos inscritos en el registro correspondiente (ius sanguinis).
c) Los menores que residen dentro del territorio peruano, en estado de abandono, de padres desconocidos.
d) Las personas extranjeras que expresan su voluntad de adquirirla y que cumplen con los siguientes requisitos:
- Residir legalmente en el país por un mínimo de 2 años consecutivos.
- Ejercer regularmente profesión, arte, oficio o actividad empresarial.
- Carecer de antecedentes penales, tener buena conducta y solvencia moral.[3]

e) Los extranjeros residentes en el territorio de la República a los que, por servicios distinguidos a la Nación, se les confiere este honor.
El ítem a) hace referencia a los peruanos por nacimiento. El ítem b) hace referencia a los peruanos nacidos en el exterior y a los extranjeros con ascendencia peruana. El ítem c) hace referencia a los menores que residen dentro del territorio peruano, en estado de abandono, de padres desconocidos. Los ítems d) y e) hace referencia a la nacionalidad por naturalización.

## Adquisición de la nacionalidad
Según la Constitución Política del Perú y la ley de Nacionalidad, se puede adquirir la nacionalidad peruana:
- Por naturalización:
  1. Personas nacidas fuera del territorio peruano, que residan por lo menos 2 años en el país, que sean mayores de edad y manifiesten su voluntad de adquirir la nacionalidad.[1][4] A partir de 2025, deberán demostrar que han percibido al menos cuatro salarios mínimos mensuales para poder adquirir la nacionalidad.[5]
  2. Personas a las que el Congreso, a propuesta del Poder Ejecutivo se la otorgue mediante Resolución Legislativa.
  3. Deportistas calificados que manifiesten su intención de representar al Perú en eventos internacionales a propuesta del Instituto Peruano del Deporte.
- Por opción:
  - Ciudadanos extranjeros mayores de edad, hijos de extranjeros que residan en el Perú desde los cinco años de edad.
  - Los extranjeros unidos en matrimonio con un ciudadano peruano, residente en el país por lo menos 2 años, que exprese su voluntad de adquirir la nacionalidad. Esta no se pierde con la muerte del otro cónyuge.[4]
  - Las personas de padres peruanos nacidos en territorio extranjero que manifiesten su deseo de adquirir la nacionalidad.[4]

## Pérdida de la nacionalidad
La nacionalidad peruana no se pierde, excepto por la renuncia expresa ante las autoridades peruanas. En ese caso se debe devolver el Documento de Identidad (DNI), y presentar el pasaporte así como la Libreta Militar (si el interesado la tiene) para la debida anulación de dichos documentos.
Es importante recordar que hay leyes en algunos países como Alemania que no permiten doble nacionalidad para los casos de naturalización, por lo cual autoridades como la alemana invariablemente exigen la renuncia a la nacionalidad de origen antes de otorgar la nacionalidad de dichos países, dando solo excepciones en los casos en los que el Estado de nacimiento no permita la renuncia expresa.

## Recuperación de la nacionalidad
Los peruanos por nacimiento que han renunciado expresamente a la nacionalidad peruana, tienen el derecho de recuperarla, con estos requisitos:
- Declarar expresamente su voluntad de recuperar la nacionalidad peruana ante la autoridad competente o en las misiones diplomáticas en el exterior.
- Tener buena conducta y solvencia moral.[8]

Hasta el 21 de julio del 2021 se exigía también acreditar un año ininterrumpido de residencia legal en el país, así como ejercer regularmente profesión, oficio o actividad empresarial. Tales requisitos fueron eliminados mediante la Ley 31925 promulgada por el Congreso de la República. No obstante el ejecutivo no ha cumplido hasta la fecha con la adecuación del Reglamento para que la misma sea efectiva.

## Doble nacionalidad
Al no poder perder la nacionalidad, los peruanos pueden adquirir doble o hasta múltiple nacionalidad.